# Кнопковий акордеон

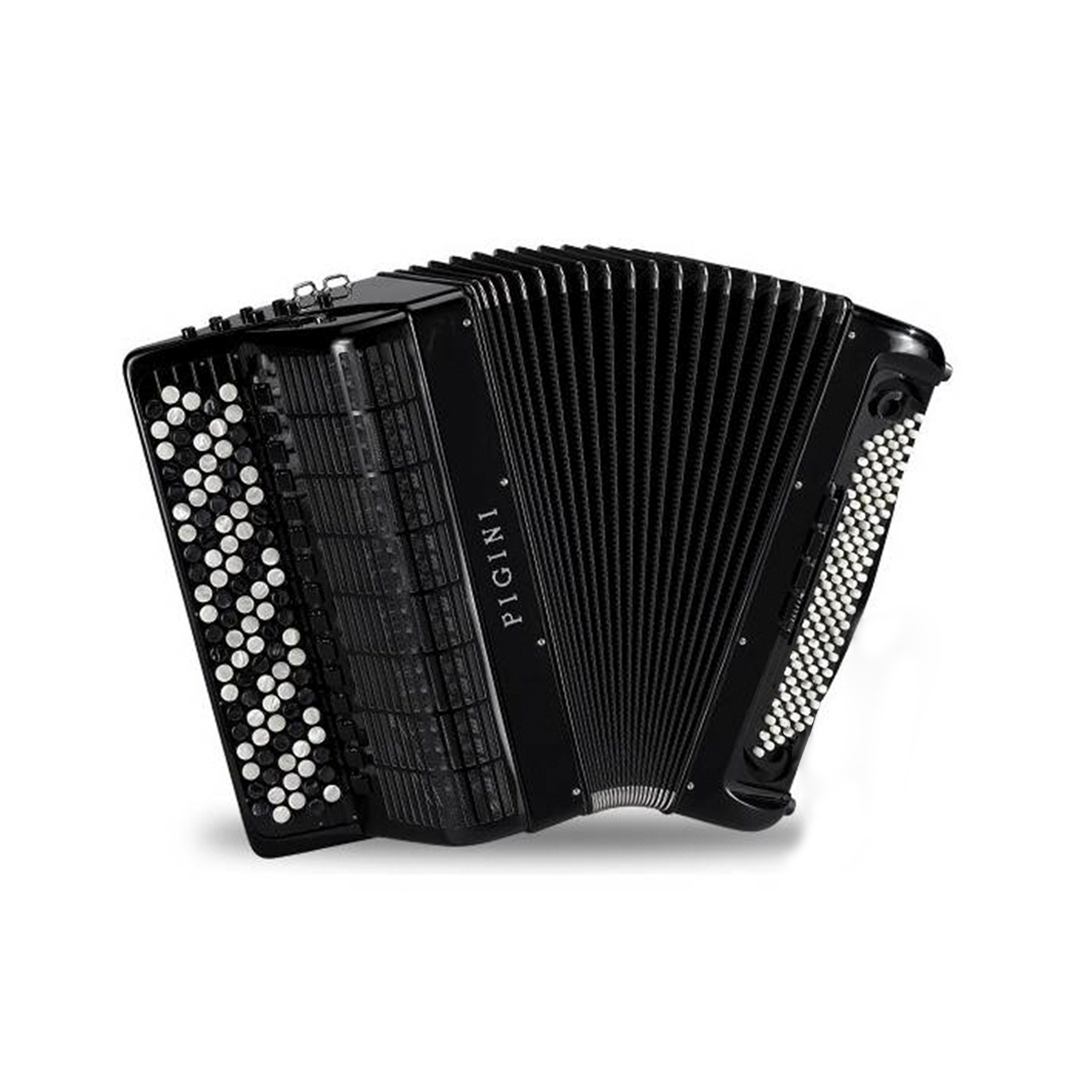
Кнопковий акордеон

Кнопковий акордеон — це тип акордеонів, в якого права клавіатура складається з кнопок. Це відрізняється від клавішного акордеона, який має клавіші такі як в фортепіано. На території колишнього РСФСР цей інструмент називають — баян, але міжнародна назва інструменту — кнопковий акордеон. У своїй класифікації інструментів, опублікованій у 1914 році, Еріх фон Горнбостель і Курт Сакс класифікують його як вільний язичковий аерофон Звук інструменту створюється вібрацією повітря в голосових планках, який створюється під дією тиску повітря. Кнопкові акордеони різних типів особливо поширені в європейських країнах і країнах розселення європейців. 

## Основні компоненти
Усі акордеони мають три основні компоненти: язички, міх та кнопки або клавіші. Повільніший або швидший стиск або розтяг міху робить звук відповідно тихішим або голоснішим. Акордеон має голосові язички як на правій, так і на лівій клавіатурі. У сучасних акордеонах язички зазвичай виготовляються із загартованої сталі. Натискання кнопки або клавіші відкриває клапан, який дозволяє повітрю проходити крізь язички, щоб видавати звук, коли міх стискається або розтягується. У діатонічному акордеоні язички закріплені попарно, так що при надходженні повітря звучить одна нота, а при виході – інша. Кнопковий акордеон має мелодичні ноти з одного боку міха (зазвичай правого боку), і ноти басового акомпанементу з іншого боку (зазвичай лівого).

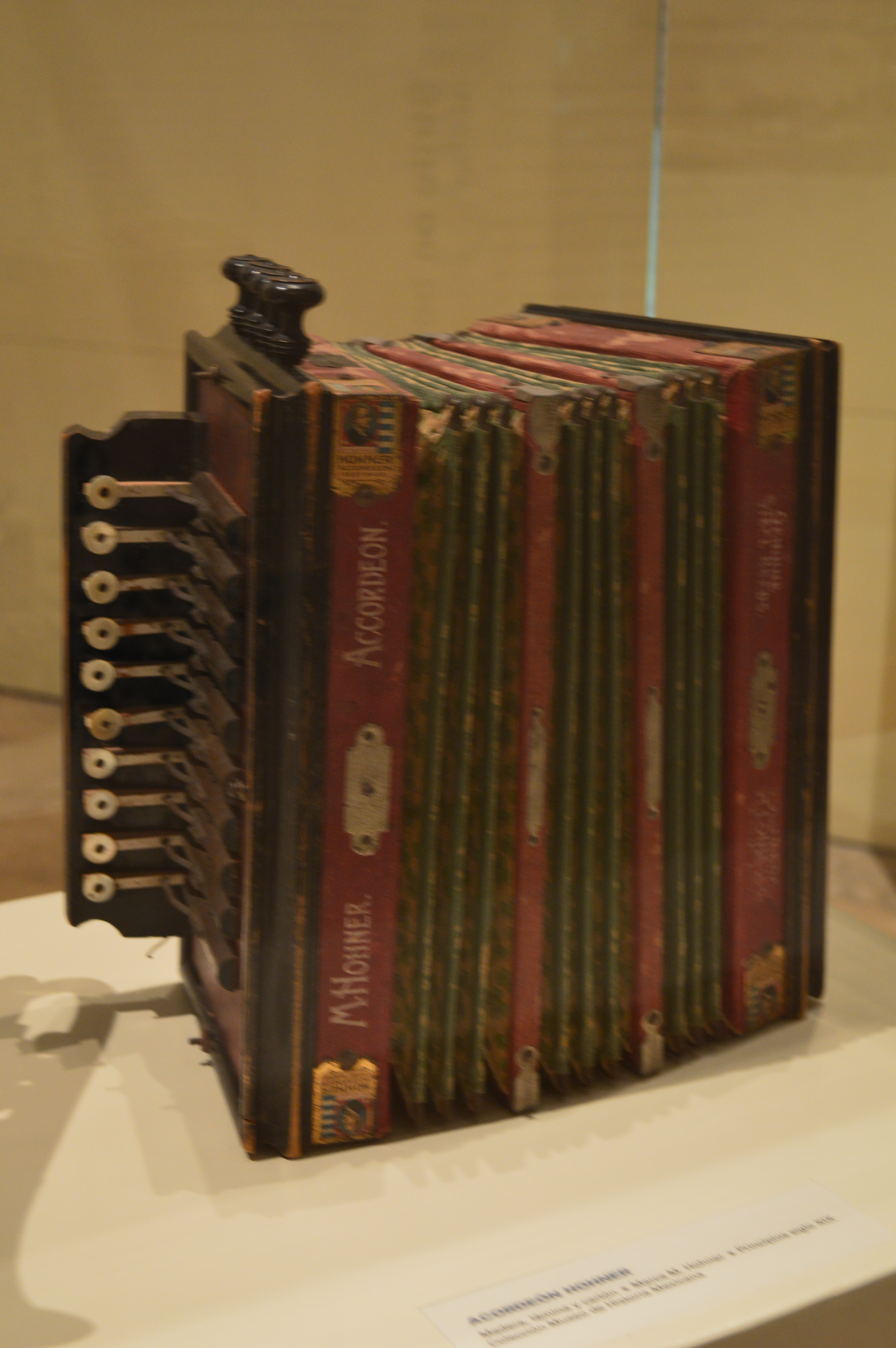
Однорядний кнопковий акордеон

Деякі акордеони мають регістри, які змінюють тон. Вони мають назву «Орган», «Фагот», «Кларнет» та інші. Це дозволяє інструменту відтворювати різні тембри для різноманітних ситуацій. Таким чином професійний інструмент може максимально подібно відтворювати навіть музику написану для оркестру. Більшість діатонічних інструментів не мають регістрів, хоча є деякі, виготовлені такими компаніями, як Hohner, а також однорядні акордеони типу Cajun, які зазвичай мають 3 або 4 регістри на верхній частині інструменту, у вигляді перемикачів (це робить їх ще більш схожими до органу), але зазвичай частіше можна знайти перемикачі на професійних хроматичних кнопкових чи клавішних акордеонах.

## Різні варіанти кнопкових акордеонів

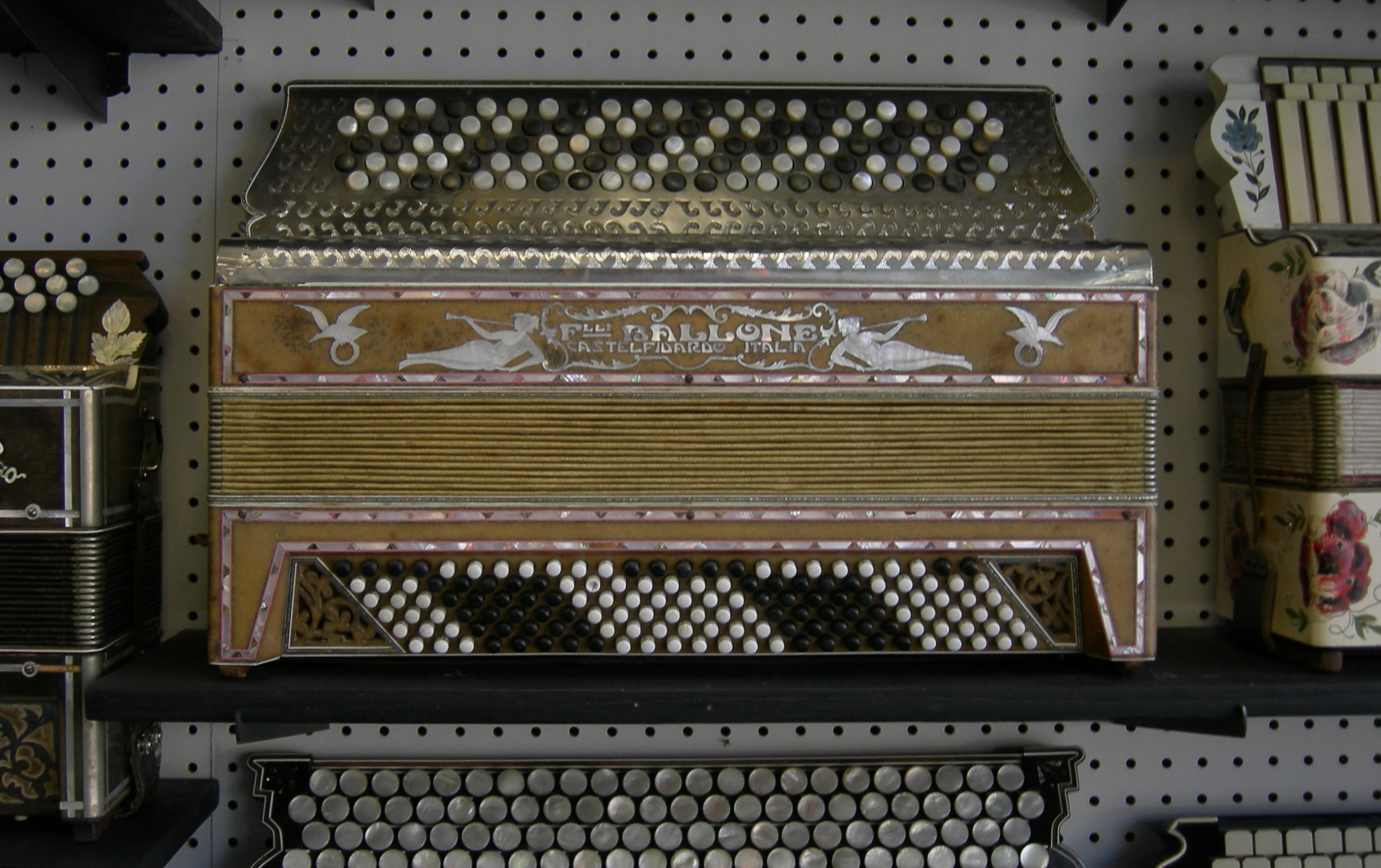
П'ятирядний кнопковий акордеон

Кнопкові акордеони мають широкий вибір систем клавіатури, налаштування, дії та конструкції.
Діатонічний кнопковий акордеон є бізонорним, тобто при натисканні кнопки, нота що звучить, змінюється залежно від того, розтискається чи стискається міх. Це схоже на губну гармошку, де нота змінюється залежно від того, вдихає чи видихає виконавець. У більшості діатонічних кнопкових акордеонів кожен ряд мелодичних кнопок створює різну мажорну гамму з акциденціями на «допоміжних кнопках» на кінцях рядів. Діатонічний акордеон є найпопулярнішим типом акордеонів, який зустрічається в багатьох культурах, особливо в народній музиці.
Одним із популярних типів діатонічного акордеона є стандартний однорядний кнопковий акордеон. Він налаштований на діатонічний лад у 2,5 октави. Кнопки акомпанементу (басова/ акордова сторона) відтворюють тонічний акорд і домінантний акорд. Цей інструмент дуже популярний в англо-американських скрипкових мелодіях. Німецький мелодеон був популярною пізнішою версією діатонічного акордеона, особливо в Шотландії приблизно до 1920-х років.
Хроматичний кнопковий акордеон дуже схожий на клавішний акордеон, але може мати 3, 4 або 5 рядів кнопок з правого боку. Він унісонорний, тобто звучить одна й та сама нота незалежно від того, стискається чи розтискається міх. Хроматичний кнопковий акордеон традиційно використовується в концертній діяльності і більш популярний у джазовій та класичній музиці, оскільки на ньому можна вільно грати в будь-якій тональності, за рахунок 5 рядів кнопок.

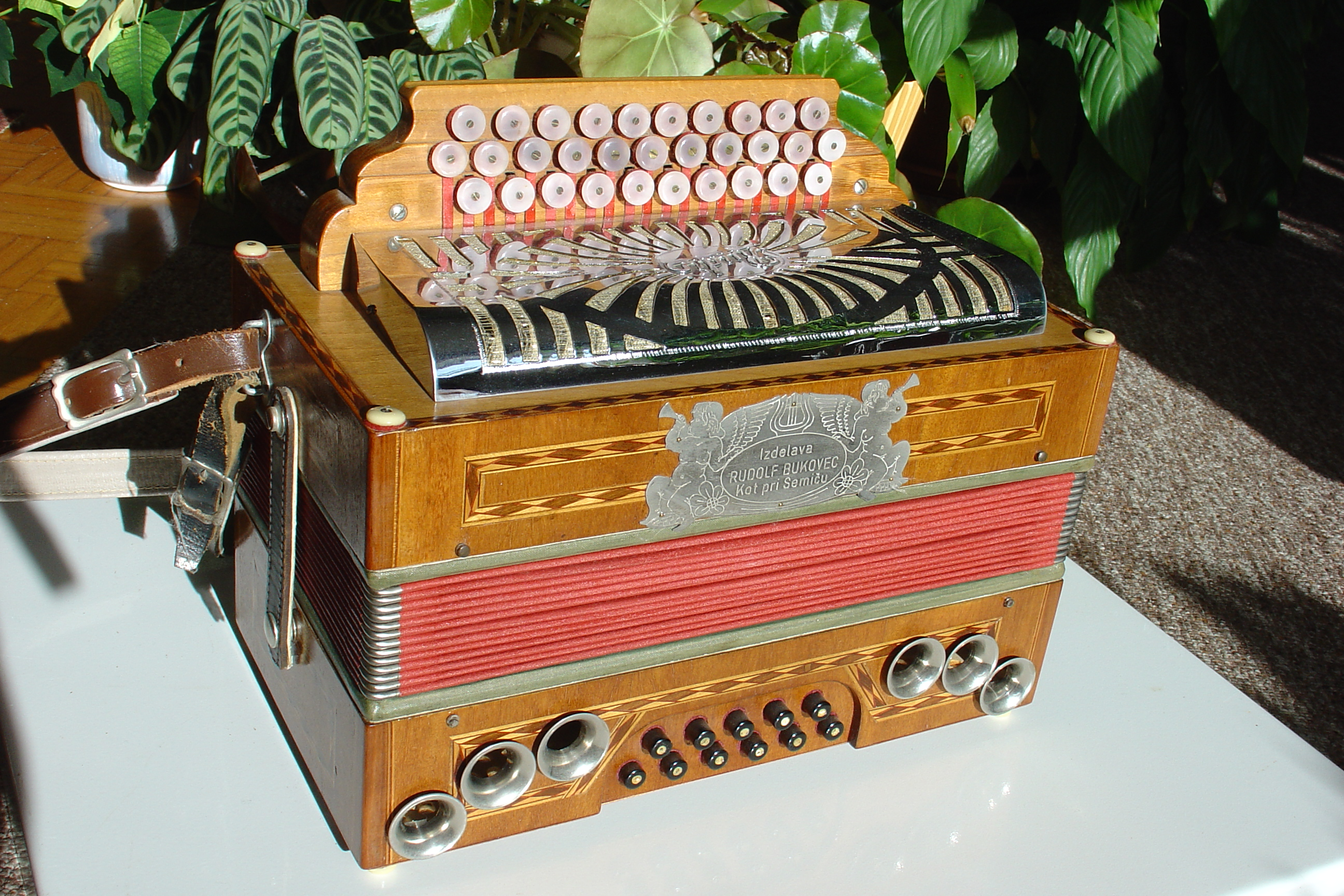
Діатонічний кнопковий акордеон

Перший діатонічний акордеон був запатентований під назвою «Акордеон» у 1829 році Кирилом Деміаном. Того ж року Чарльз Вітстон зробив першу концертину. Перший хроматичний кнопковий акордеон виготовив Франц Вальтер у 1850 році Вважається, що назва «Акордеон» походить від Akkord .</link>, німецьке слово для мажорного тризвуку, який відтворюється під час звучання басових кнопок. Можливо, акордеон походить від традиційних язичкових інструментів із південно-східної Азії. Кнопковий акордеон був вперше масово вироблений в Європі в 1835 році, а клавішний акордеон з’явився пізніше. Це був перший серійно вироблений, гучний, міцний, портативний інструмент – хоча він був недешевим. Спочатку акордеон був надто дорогим, щоб бути дуже поширеним серед нижчого та середнього класів, але коли він втратив свою новизну (приблизно в 1860-х), він став більш поширеним і серед цих груп. Збережені ранні інструменти показують, що спочатку вони грали лише акорди, і на них грали лівою рукою, на відміну від теперішнього часу. Перші акордеони мали лише 5 кнопок (10 акордів), тому їх використовували переважно для акомпанементу.
Перші групи менестрелів гастролювали по Америці ще в 1843 році, поширюючи звук акордеона. Акордеон був ідеальним для танцювальної музики багатьох культур, тому що можна було грати і мелодію, і акомпанемент одночасно, і при цьому можна було співати або стукати ногами. Багато язичків створюють більш гучний звук, ідеальний для переповненого танцювального залу.
Цифровий кнопковий акордеон — також існують електронні акордеони. Кнопкові та клавішні. Найпопулярніші бренди які створюються такі інструменти — це Роланд та Бугарі Ево.

## Культури

### Луїзіана
Кнопковий акордеон з'явився в Луїзіані в 1800-х роках. Це був популярний інструмент серед каджунів і франкомовних креолів. Пізніше в Луїзіані була виготовлена нова, більш якісна версія кнопкового акордеона, яка стала і залишилася популярною серед гравців Cajun і Zydeco. Акадська традиція південної Луїзіани вплинула на деяких, наприклад на Хадді «Ледбеллі» Лідбеттера. Акордеон був особливо популярний серед афроамериканців у Луїзіані з 1880 по 1910 рік  У деяких регіонах і групах діатонічний акордеон відомий як «Windjammer».

### Африка на південь від Сахари
Починаючи з XIX століття, кнопковий акордеон відіграє важливу роль у музиці Африки на південь від Сахари. Його привезли туди моряки, торговці та поселенці і використовують соло та в танцювальних групах.

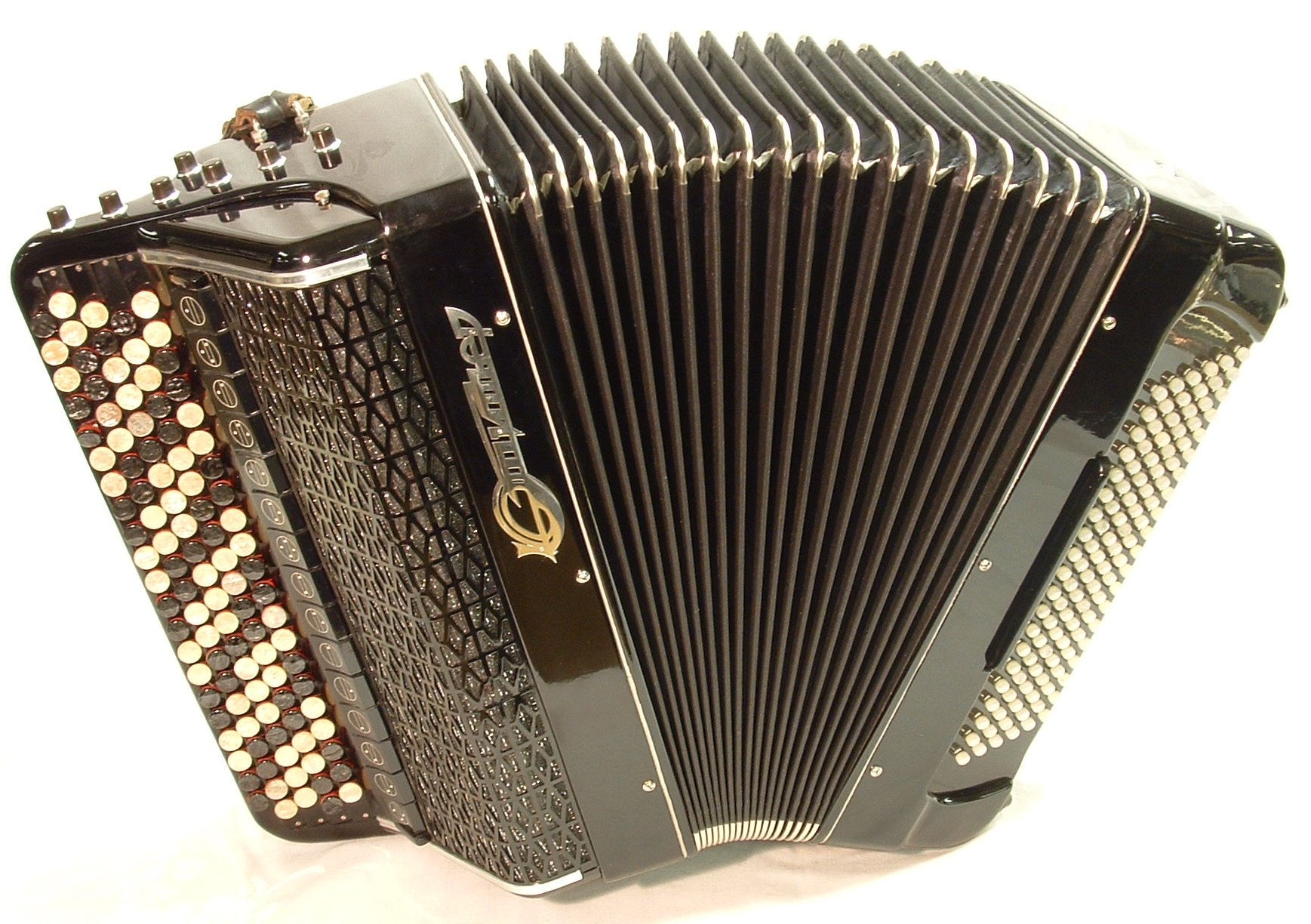
Концертний кнопковий акордеон

### Ірландія
Концертина, акордеон і фортепіанний акордеон популярні в ірландській традиційній музиці. Акордеон вперше був доступний для продажу в Ірландії в 1831 році.

### Техас і Мексика
Кнопковий акордеон дуже поширений у музиці Техано (Техас-Мексика). Дуже поширена дворядний акордеон з деякими варіаціями. Мексиканські музиканти нортеньо віддають перевагу акордеонам з більшою кількістю вібрато, а техаські музиканти — менше вібрато. Вібрато походить від налаштування тростин, які дещо відрізняються один від одного.

### Північно-східна Бразилія
Діатонічний дворядний акордеон із вісьмома басовими кнопками все ще дуже поширений на північному сході Бразилії. Він відомий як фол, щоб відрізнити його від клавішного акордеона. Вперше він з’явився там наприкінці ХІХ ст. Раніше використовувалися однорядні діатонічні акордеони з двома басовими кнопками. Пізніше хроматичні акордеони набули популярності, збільшивши кількість можливих стилів, які на них можна було грати.

## Відомі виконавці
- Рішар Гальяно — французький джазовий музикант італійського походження.
- Хадді «Лідбеллі» Лідбеттер — один із перших афроамериканців, який зробив комерційні записи на кнопковому акордеоні[2]. Уродженець Каддо-Паріш, штат Луїзіана, з 1942 по 1947 рік записував сільську афроамериканську музику на акордеоні[2]. На його музику вплинув акадійський стиль південної Луїзіани.
- Нарсісо Мартінес — його часто називають «піонером акордеона» в музиці Техано[8].
- Zé Calixto — популярний акордеон-віртуоз на північному сході Бразилії[6]. Брат Луїзіньо Каліксто[6].

### Українські музиканти
- Ігор Завадський — відомий український акордеоніст.
- Володимир Зубицький — український композитор, диригент та кнопковий акордеоніст (баяніст).
- Микола Різоль — видатний український баяніст (кнопковий акордеоніст), педагог, композитор, художній керівник квартету баяністів Київської філармонії. Народний артист Української РСР (1982), професор Національної музичної академії України ім. П. І. Чайковського.
- Павло Фенюк — український баяніст (кнопковий акордеоніст), педагог, заслужений артист України (1994), член Національної всеукраїнської музичної спілки.
- Олександр Хрустевич — український баяніст (кнопковий акордеоніст). Лауреат багатьох міжнародних конкурсів.